# Inase
INASE（本名、佐藤 雄亮(さとう ゆうすけ）、1991年〈平成3年〉4月12日 - ）は、日本の医師・不動産投資家。ネット上などではINASEの名で知られる。岡山県出身、広島大学附属福山中高等学校卒。2016年に横浜市立大学医学部医学科を卒業。
医師の不動産株式会社創業者。2019年から不動産賃貸業を開始し、その実績と熱意から多くの医師に不動産投資を教えている。

## 人物
整形外科医としての勤務の傍ら、2019年より不動産投資を開始し年間家賃収入は3000万を突破。
不動産に対する熱意と実績からINASEの元に不動産投資について相談したい医師が集まる。
120名以上の医師が所属する不動産コミュニティEliteDoctorsにて運営責任者を務める。
Youtubeチャンネル：医師の不動産攻略講座を運営。
2023年に医師の不動産株式会社を設立し、医師に向けて不動産に特化した『医師の不動産最短攻略プログラム』を構築。
不動産を通じて医師が経済的・時間の自由を手に入れるために活動している。